# 17029 Квілландре
17029 Квілландре (17029 Cuillandre) — астероїд головного поясу, відкритий 17 березня 1999 року.
Тіссеранів параметр щодо Юпітера — 3,311.